# Belfont

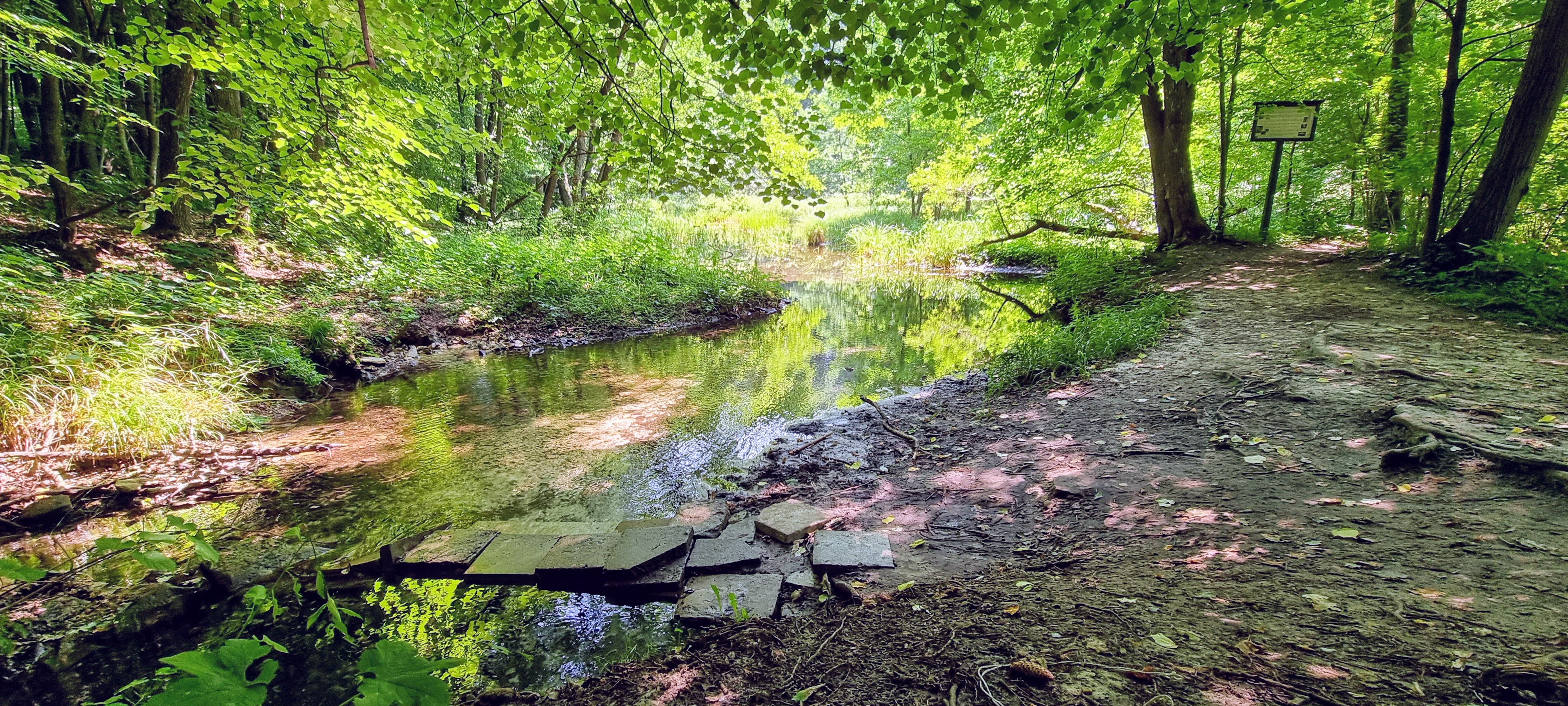
Źródła w Belfoncie

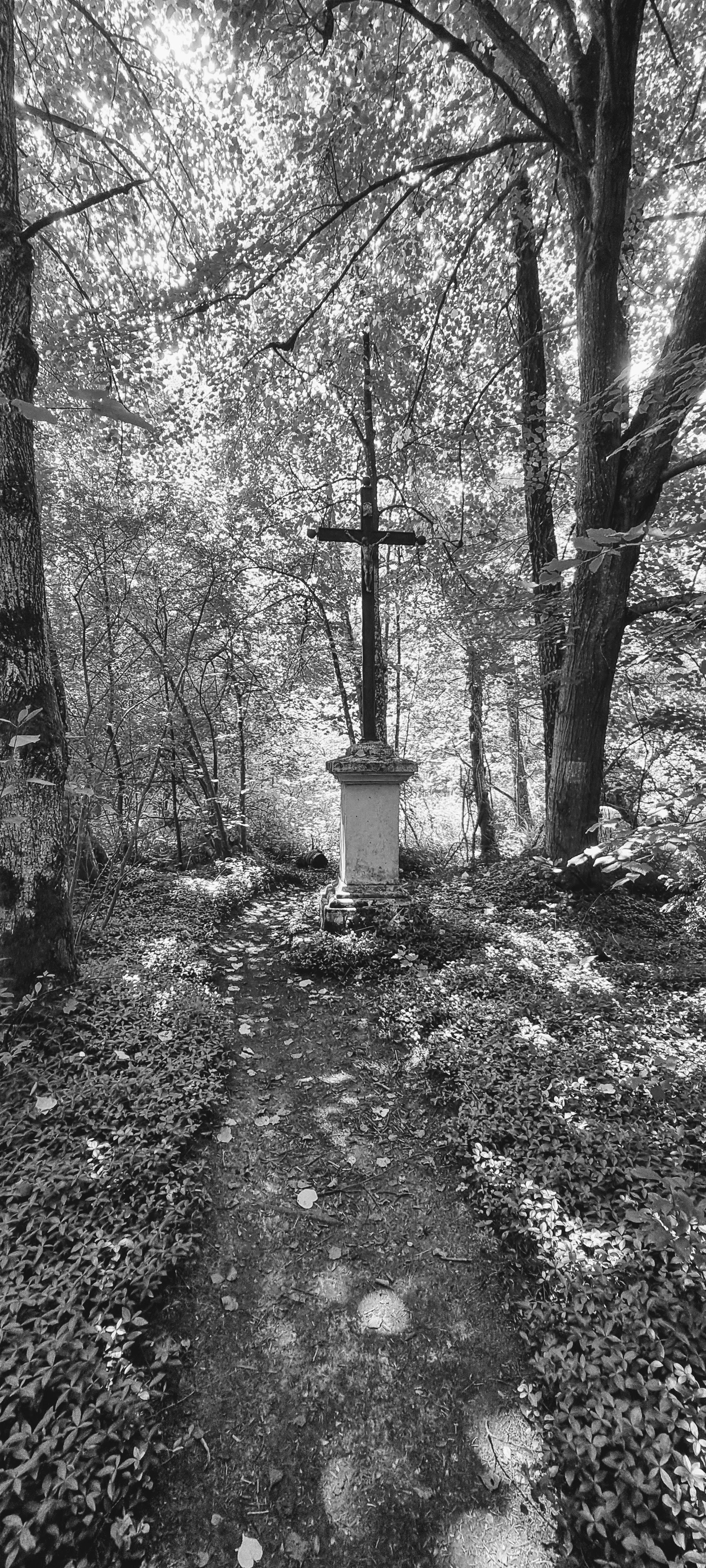
Krzyż na drodze do ruin sanatorium

Belfont (fr. belle fontaine – piękne źródło) – część wsi Kaczórki w Polsce, położona w województwie lubelskim, w powiecie zamojskim, w gminy Krasnobród.
W latach 1975–1998 Belfont administracyjnie należał do województwa zamojskiego.
Uroczysko było (według miejscowych podań) miejscem tajemnych spotkań Marysieńki i Jana Sobieskiego. W latach 30. XX w. istniało tu sanatorium dla dzieci im. Michaliny Mościckiej (pierwszej żony prezydenta Ignacego Mościckiego), spalone w czasie II wojny światowej.

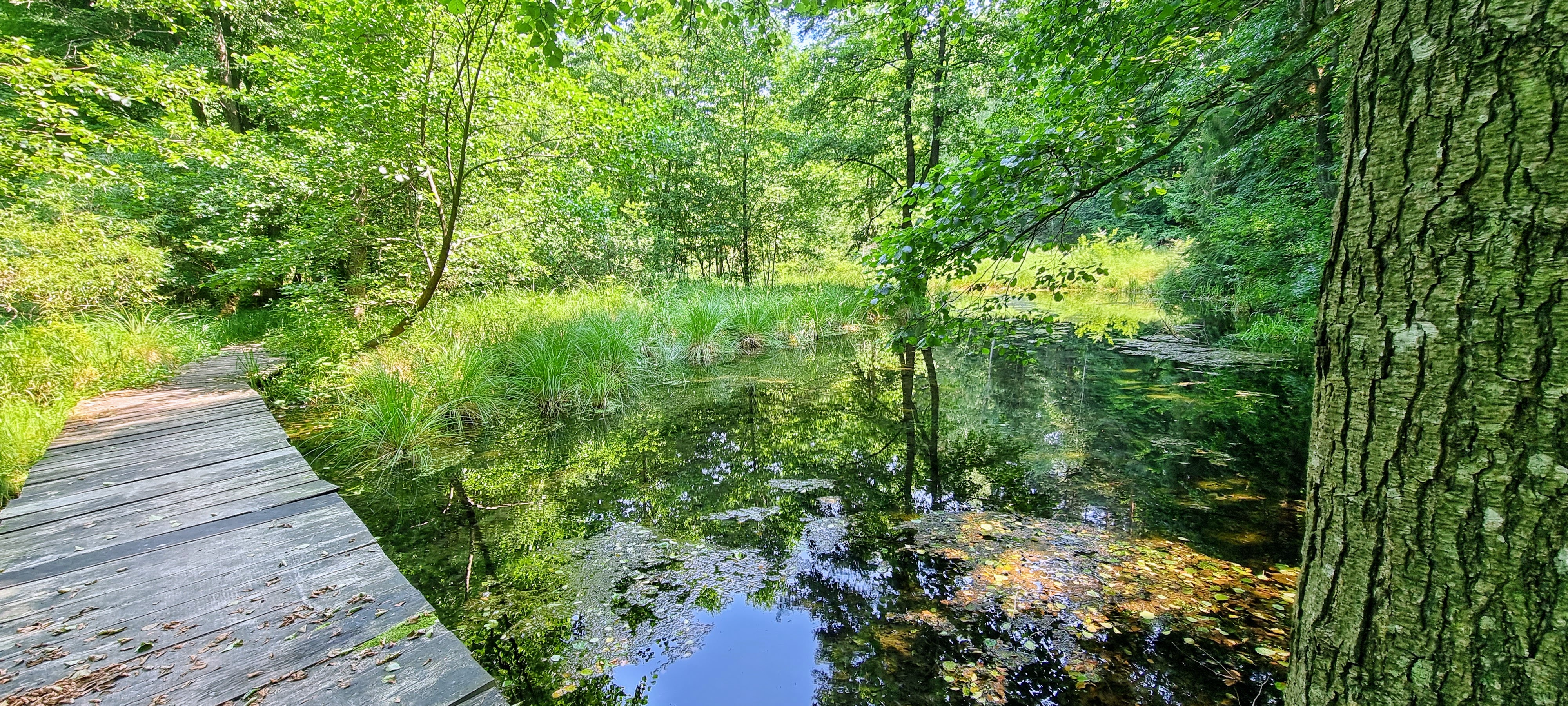
Uroczyska na Belfoncie. W drodze ku ruinom pierwszego sanatorium w Krasnobrodzie

Rozporządzeniem Wojewody Lubelskiego Nr 154 z dnia 16 lipca 2002 roku utworzono tu Użytek ekologiczny „Belfont” w obrębie Krasnobrodzkiego Parku Krajobrazowego. Obejmuje on obszar źródlisk z przyległymi mokradłami, oczkami wodnymi i lasem o powierzchni 5,06 ha, będący między innymi ostoją bobrów.

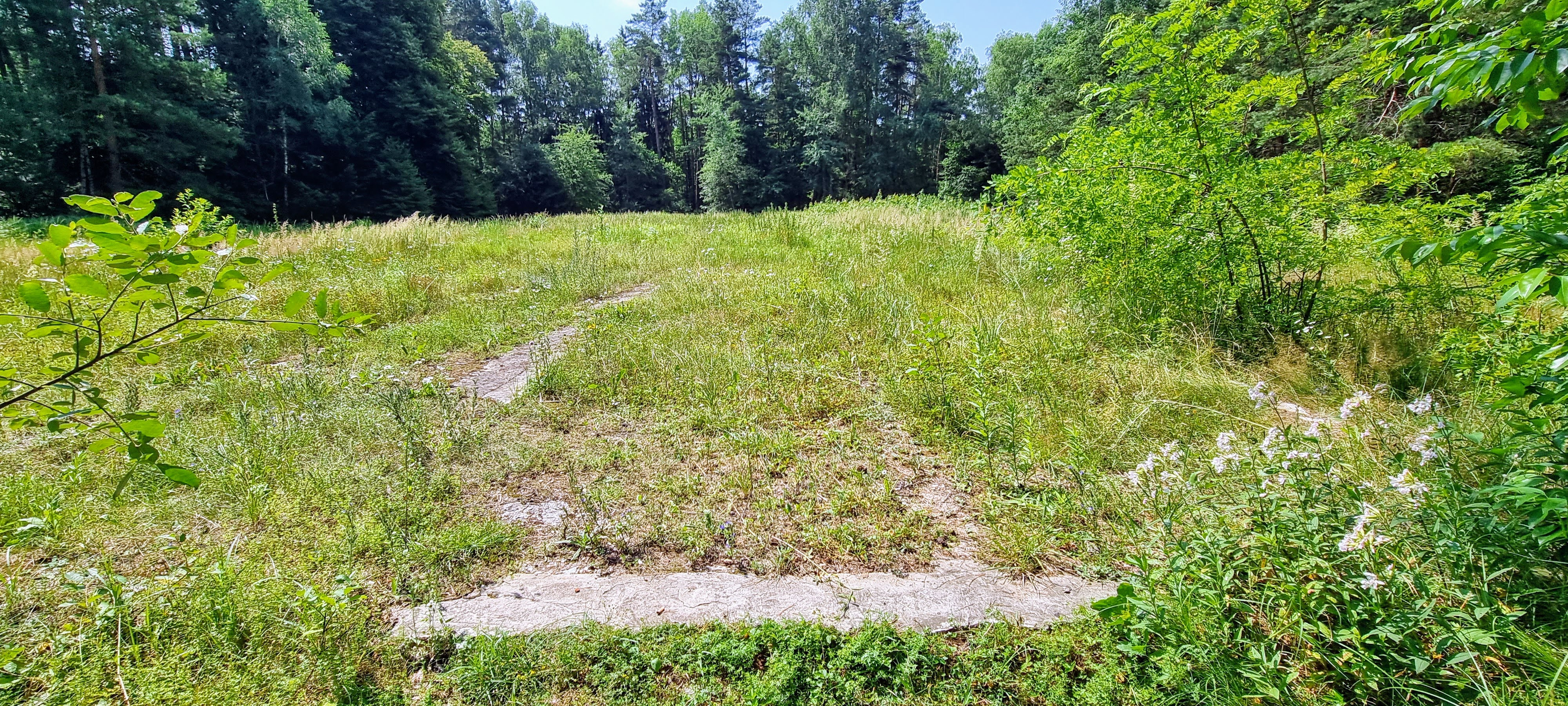
Ruiny sanatorium na belfoncie